# Siège de Rouen (1591-1592)
Pour les articles homonymes, voir Siège de Rouen.
Guerres de Religion
Le siège de Rouen, de décembre 1591 à mai 1592, est une tentative infructueuse du roi Henri IV de prendre Rouen, capitale historique de la Normandie pendant la huitième guerre de Religion.

## Résumé
Bien qu'il ait accédé au trône en 1589, Henri IV, alors encore huguenot, n'est pas reconnu comme roi par nombre de ses sujets catholiques. Il est forcé de lutter contre la Ligue catholique déterminée à résister et soutenue par l'Espagne.
À Rouen, les forces combinées françaises, anglaises et hollandaises d'Henri IV combattent la ligue catholique conduite par André de Brancas, amiral de Villars et les forces espagnoles commandées par Alexandre Farnèse, duc de Parme. La cité résiste au roi jusqu'à l'arrivée des troupes espagnoles qui vainquent les troupes royales et les obligent à lever le siège,.
L'abbaye Sainte-Catherine installée sur le mont du même nom est détruit à la suite de ce conflit.